# Tete López
Alberto López Medel (Estepona, Malaga, España, 21 de noviembre de 1998) conocido deportivamente como Tete es un futbolista español que juega como extremo izquierdo. Actualmente forma parte del Höttur/Huginn de la 2. deild karla de Islandia.

## Trayectoria deportiva
Formado desde temprana edad en las categorías inferiores de diferentes clubes base de Málaga como el Juventud de Torremolinos Club de Fútbol y el Club Deportivo Tiro Pinchón, fue en su etapa como juvenil cuando pasó a formar parte de combinados U19 de División de Honor Juvenil de España tales como el CD 26 de Febrero, ADM Lorquí y en última instancia en el CD Puerto Malagueño.
En julio de 2017 firma su primer contrato profesional como futbolista del FK Utenis Utena para competir en la A Lyga, la primera división de fútbol de Lituania anotando su primer tanto el 15 de noviembre de ese año ante FC Žalgiris.
A principios de 2019 ficha por el Futbol Club Encamp para competir en la Primera División de Andorra debutando el 10 de febrero ante la Unió Esportiva Sant Julià. Al curso siguiente recala en la UE Engordany de la misma competición europea.
En la temporada 2020/2021 se une a la UE Santa Coloma hasta finalizar la campaña llegando a disputar los cuartos de final de la Copa Constitució.
De cara a la temporada 2021/2022 ficha por la Unión Deportiva Los Barrios para competir en el grupo 17 de la Tercera Federación en España por una campaña.
En julio de 2022 firma contrato con el  Höttur/Huginn para competir en la de la 2. deild karla, tercera división de Islandia ese curso finalizando en quinta posición.

## Carrera deportiva

### Clubes
| Club                    | País     | Año               |
| ----------------------- | -------- | ----------------- |
| CD Puerto Malagueño U19 | España   | 2016 - 2017       |
| FK Utenis Utena         | Lituania | 2017 - 2018       |
| Futbol Club Encamp      | Andorra  | 2019              |
| UE Engordany            | Andorra  | 2019 - 2020       |
| UE Santa Coloma         | Andorra  | 2021              |
| UD Los Barrios          | España   | 2021 – 2022       |
| Höttur/Huginn           | Islandia | 2022 – Actualidad |